# Bergvall-System
Das Bergvall-System ist eine Turnierform, die auf dem K.-o.-System basiert. Das vom schwedischen Wasserballer Erik Bergvall entwickelte System kam bei den Olympischen Spielen im Wasserball 1912, 1920 und 1924 zum Einsatz. Bei den Spielen 1920 in Antwerpen wurde es auch im Eishockey, Fußball und Tauziehen angewendet.

## Unterschiede zum K.-o.-System
Das Bergvall-System geht davon aus, dass durch ein reines K.-o.-System nur der Erstplatzierte zuverlässig bestimmt werden kann. Um auch andere relevante Plätze zu ermitteln, sind weitere Spiele nötig. Dazu spielen im Bergvall-System alle Mannschaften, die gegen den Erstplatzierten ausschieden, erneut im K.-o.-System um den zweiten Platz. Um den dritten Platz spielen wiederum alle Teams im K.-o.-System, die dem Zweitplatzierten unterlegen waren, sowohl in der Hauptrunde als auch in der Runde um den zweiten Platz. Nach diesem Schema können auch weitere Platzierungen ausgespielt werden. 

## Bewertung
Im Bergvall-System sind im Vergleich zu ähnlichen K.-o.-Systemen wie dem Double-knock-out-System weniger Spiele nötig, um weitere Platzierungen auszuspielen, dafür zieht sich ein Turnier aber für alle Beteiligten in die Länge, da die Wettbewerbe nur nacheinander ausgespielt werden können und nach einem frühen Scheitern im ersten Turnier erneute Einsätze in einem späteren Platzierungsturnier möglich sind – aber keineswegs sicher. Außerdem steht dieses Turnierformat im Widerspruch zu der üblichen Anforderung an den Austragungsmodus, dass die Entscheidung über den Turniersieg – zur Gewährleistung der Spannung – erst am Ende eines Turniers fallen sollte.

## Quelle
- The Bergvall System (PDF; 354 kB)